# Rachel Hartman
Rachel Hartman (* 9. července 1972 Lexington, Kentucky) je americká spisovatelka literatury pro mládež.

## Životopis
Rachel Hartman se narodila 9. července 1972 v Lexingtonu ve státě Kentucky. Její otec byl učitel výtvarné výchovy. Dětství prožila v Chicagu, Filadelfii, St. Louis, Anglii a Japonsku. Získala bakalářský titul v americké literatuře na Washingtonově univerzitě.
Po ukončení studií pracovala v knihkupectví dětské literatury v Pensylvánii. Vzala si fyzika Scotta Hartmana, s nímž má dceru a syna – Kelsey a Leightona.
Nyní (2018) žije se svým manželem a synem Vancouveru.

### Knižní sérieSerafína
- The Audition – 19. června 2012 (prequel duologie)
- Příběh draků – 4. října 2013 (Seraphina – 1. července 2012)
- Dračí posel – 2. listopadu 2015 (Shadow Scale – 10. března 2015)

### Ostatní knihy
- Tess of the Road – 27. února 2018